# Pterallastes
Pterallastes is een vliegengeslacht uit de familie van de zweefvliegen (Syrphidae).

## Soorten
- P. thoracicus Loew, 1863